# فتح بجاية
فتح بجاية وقع في 1555 عندما تمكن الحاكم العثماني للجزائر صالح ريس من أخذ مدينة بجاية من الإسبان. كان حصن بريسيديو الإسباني الحصن الرئيسي في مدينة بجاية المحتلة من قبل حوالي 100 رجل تحت قيادة لويس بيرالتا، ثم ابنه ألونسو بيرالتا. أرسل بيرالتا رسائل إلى إسبانيا طلبًا للمساعدة، واستعد أندريا دوريا للانطلاق مع أسطول من نابولي، ولكن بعد فوات الأوان.
هُزمت القوة الإسبانية، لكن ألونسو بيرالتا سُمح له بالرحيل دون أن يصاب بأذى مع 40 رجلاً من اختياره.
تعرض لانتقادات شديدة لدى عودته إلى إسبانيا، وتم قطع رأسه في بلد الوليد في 4 مايو 1556.
فتح بجاية سمح للعثمانيين بتطويق الموقف الإسباني في حلق الوادي وحليفهم أحمد سلطان في تونس، كما أنه أصبح لديهم الآن قواعد قوية في بجاية و طرابلس.